# Brachythecium helvolum
Brachythecium helvolum là một loài Rêu trong họ Brachytheciaceae. Loài này được (Mont.) A. Jaeger mô tả khoa học đầu tiên năm 1878.